# Contea di Kitsap
La contea di Kitsap (in inglese Kitsap County) è una contea dello Stato di Washington, negli Stati Uniti. La popolazione al censimento del 2000 era di 231 969 abitanti. Il capoluogo di contea è Port Orchard.

## Geografia
La contea si trova nel centro-ovest dello Stato, nella parte nord della penisola di Kitsap che si estende nello stretto di Puget: a ovest, oltre il canale di Hood, si trova la penisola Olimpica e a est la contea di King.
Nella contea si trovano la Riserva Port Madison e la Riserva Port Gamble.
A Bremerton si trova il Puget Sound Naval Shipyard della United States Navy.

### Contee confinanti
- Contea di Island - nord
- Contea di Snohomish - nord-est
- Contea di King - est
- Contea di Pierce - sud
- Contea di Mason - sud-ovest
- Contea di Jefferson - nord-ovest

Vi si trova la Naval Base Kitsap, una grande base navale della U.S. Navy usata soprattutto come base di appoggio per sottomarini nucleari.
Appare nel film del 2004 A testa alta.

## Storia
La contea fu chiamata così in onore di un capo tribù Suquamish, i nativi dell'area che parlano la lingua Salish. La contea fu fondata nel 1857 con il nome di Slaughter County, poi cambiato nel nome attuale.

## Comuni

### Cities
- Bainbridge Island
- Bremerton
- Port Orchard (capoluogo)
- Poulsbo

### Census-designated places
| - Bangor Base - Bethel - Burley - Chico - East Port Orchard - Enetai - Erlands Point - Gorst | - Hansville - Indianola - Keyport - Kingston - Kitsap Lake - Lofall - Manchester - Navy Yard City | - Parkwood - Port Gamble Tribal Community - Rocky Point - Seabeck - Silverdale - Southworth - Suquamish - Tracyton |